# Anomis vitiensis
Anomis vitiensis är en fjärilsart som beskrevs av George Francis Hampson 1900. Anomis vitiensis ingår i släktet Anomis och familjen nattflyn. Inga underarter finns listade i Catalogue of Life.